# Aérodrome d'Orange Plan de Dieu
L'aérodrome du Plan de Dieu (code OACI : LFPR) est un aéroport du département de Vaucluse. C'est un aérodrome militaire à usage restreint, donc : interdit à la circulation aérienne publique.

## Situation
L'aérodrome est situé à 10 km au nord-est d'Orange, sur la commune de Travaillan.

## Historique
Le champ d'aviation initial est répertorié avant 1914.
Le terrain s'étoffe en 1924.

## Utilisation
L'aérodrome est placé au 31 janvier 2009 en liste no 2 (aérodromes réservés à l'usage des administrations de l'État).
Seuls les aéronefs basés et les aéronefs autorisés par l'escadron de la circulation aérienne de la base aérienne 115 y sont autorisés. Pour s'y rendre, le pilote doit effectuer préalablement une demande d'autorisation de poser, en remplissant une demande disponible sur le site de l'aérodrome d'Orange Plan de Dieu au moins sept jours à l'avance et attendre l'autorisation. L'utilisation du transpondeur est obligatoire.
Possibilité d'utilisation par les seuls aéronefs de l'aéroclub du Plan de Dieu autorisés par le commandant de la Base aérienne 115 Orange-Caritat.
Évolutions de la Patrouille de France toute l'année.

## Infrastructures
L'aérodrome est doté d'une piste non revêtue orientée 17/35 (QFU 170°/350°) de 650 m par 30 m de large et d'une piste revêtue orientée 16/34 (QFU 166°/346°) de 2 000 m par 30 m de large, utilisable seulement soit après autorisation du contrôle aérien (ATC), soit en cas d'urgence.
Les coordonnées GPS du terrain sont : 44° 10′ 46″ N, 4° 55′ 08″ E. Il est situé au croisement de la radiale 163° du VOR de Montélimar (MTL : 113.65) et de la radiale 036° du VOR d'Avignon Pujaut (AVN : 114.6).
L'aérodrome étant dépourvu de balisage lumineux, il n'est donc pas agréé pour le VFR de nuit, ni pour le vol aux instruments (IFR).
Il n'y a ni douanes, ni police, ni moyens de lutte contre les incendies d'aéronefs (SSLIA). L'aéroclub du "Plan de Dieu" dispose de carburant AVGAS 100LL et d'un accès à internet.
Le gestionnaire de l'aérodrome est le Ministère de la Défense.